# Park Narodowy „Baszkiria”
Park Narodowy „Baszkiria” (ros. Национальный парк "Башкирия") – rosyjski park narodowy położony na Uralu Południowym na granicy trzech rejonów administracyjnych (powiatów): (mieleuzowskiego, kurgaczynśkiego oraz burziańskiego) Republiki Baszkortostanu (znanej także pod nazwą rosyjską Baszkiria). Utworzony został, jako 5. park narodowy w Rosji Radzieckiej, we wrześniu 1986 roku. Znajduje się pomiędzy zurbanizowanym obszarem na zachód od parku, a górzystymi i słabo zaludnionymi terenami na wschodzie i północy, na których znajduje się zapowiednik – Rezerwat przyrody „Szulgan-Tasz” oraz rezerwat entomologiczny „Altyn-Solok” („Drzewo Złotej Pszczoły”). Park znajduje się pomiędzy rzeką Nugusz (w tym zbiornikiem retencyjnym o tej samej nazwie), będącej prawostronnym dopływem rzeki Biełaja. Obie rzeki charakteryzują się nieregularnymi korytami powstałymi na skutek krasowienia.
W 2012 roku park wraz z Rezerwatem przyrody „Szulgan-Tasz” otrzymał status rezerwatu biosfery UNESCO pod wspólną nazwą „Baszkirski Ural”.

## Topografia

Granice Parku Narodowego „Baszkiria” na południowo-zachodnim krańcu Uralu. Wielkość parku wzdłuż południków wynosi około 30 km.

Park rozciąga się od równin na zachodzie do średnio-wysokich wapiennych, krasowiejących wyżyn na wschodzie. Północna granica przebiega wzdłuż rzeki Nugusz (tur. czysty, jasny), na której w 1967 roku utworzono zbiornik retencyjny, o tej samej nazwie, o powierzchni 25 km².
Południową granicą jest rzeka Biełaja rozciągająca się wzdłuż dolin Uralu. Na wschodzie i bpółnocy park graniczy z Rezerwatem przyrody „Szulgan-Tasz”. Środkowa część parku jest stosunkowo trudno dostępna, z tego powodu dominuje w niej roślinność zbliżona do naturalnej, z lasami obfitującymi w obumarłe drzewa, w efekcie cechująca się dużą różnorodnością gatunkową fauny i flory.
Na terenie parku występuje wiele różnych wapiennych form takie jak ostańce, jaskinie, groty i podziemne rzeki. Najbardziej znaną jest naturalny most skalny Kuperlya o wysokości ponad 20 metrów nad poziomem lustra wody, szerokości 4 m i długości 10 m, będący pozostałością po podziemnej rzece.
Skaliste urwiska osiągają do 150 m wysokości. W całym parku znajduje się 21 jaskiń o łącznej długości 8,2 km samych głównych korytarzy. Jedna z nich, Sumgan jest największą jaskinią Uralu, której odnogi wynoszą łącznie ok. 10 km, zaś deniwelacja wynosi 126 m. Sumgan znajduje się w szczególnie niedostępnym miejscu, znanym jako Kutuk-Sumgan (kutuk – studnia, sumgan – zanurkował).

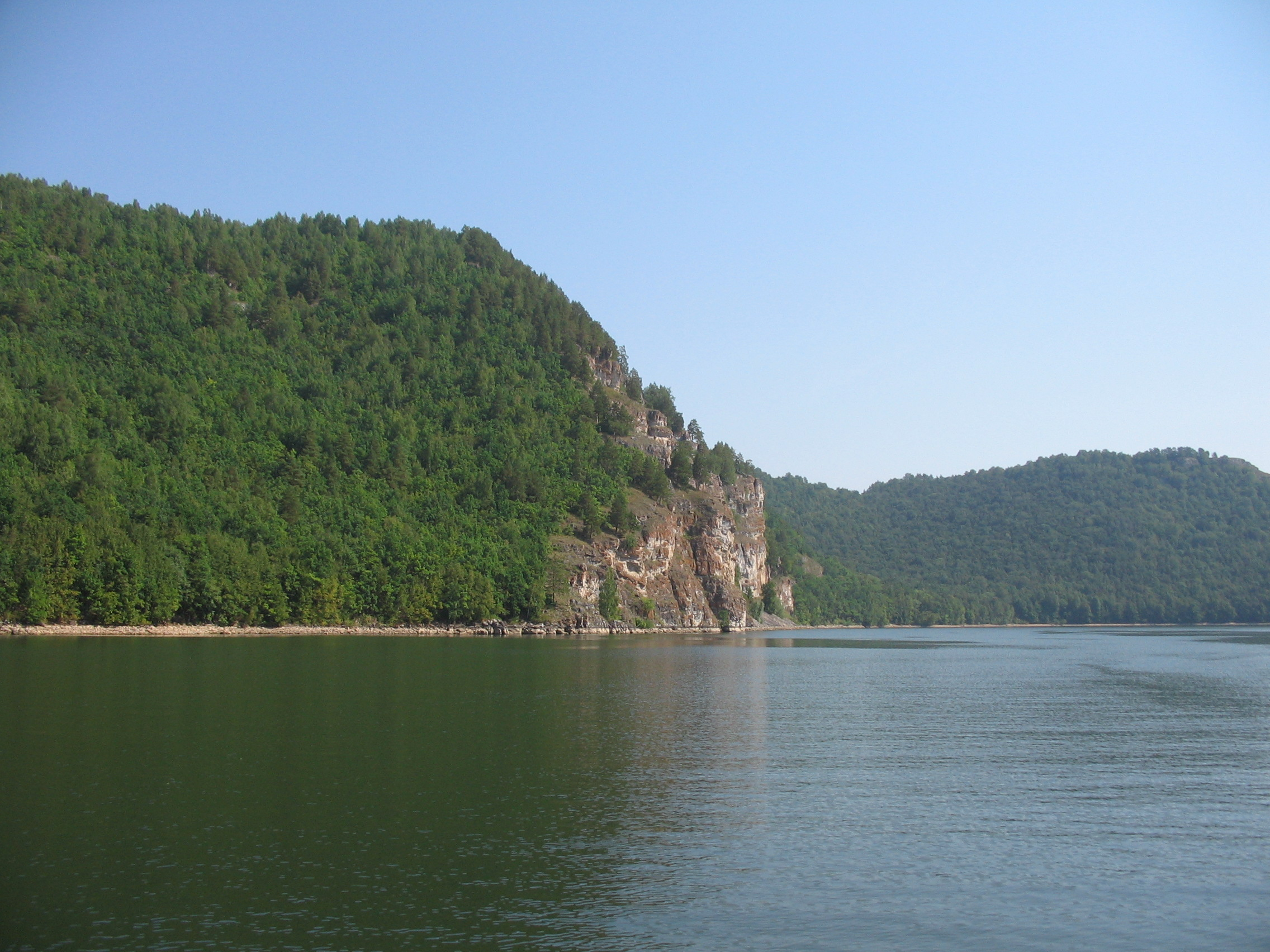
Zbiornik retencyjny Nugusz w północno-zachodniej części parku.
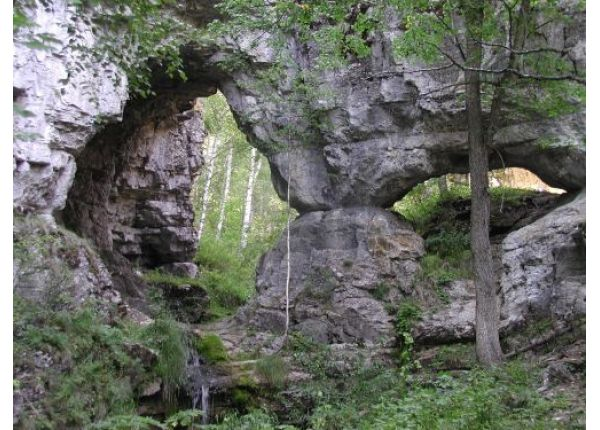
Most skalny Kuperlya.
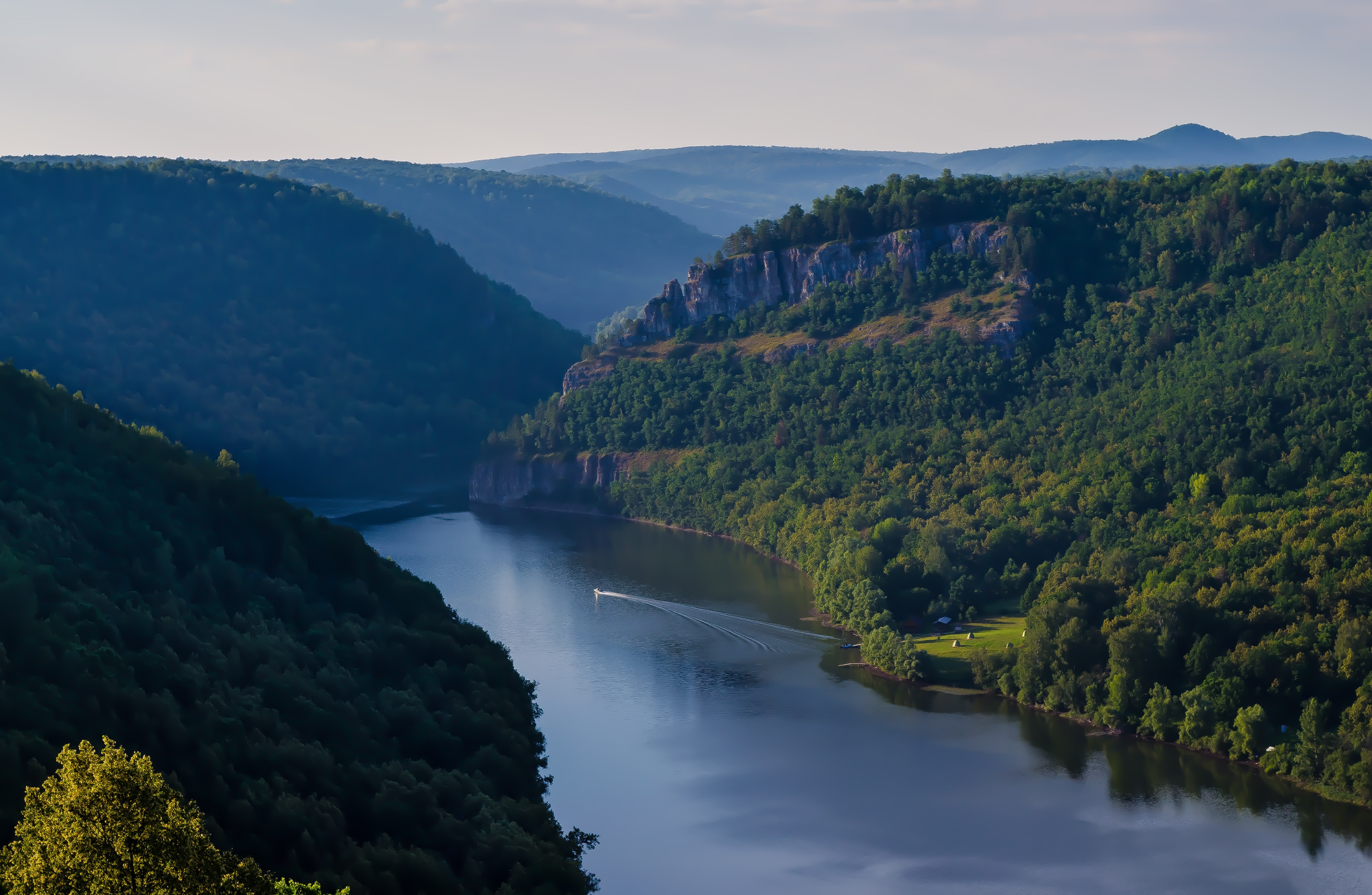
Widok na rzekę Nugusz.
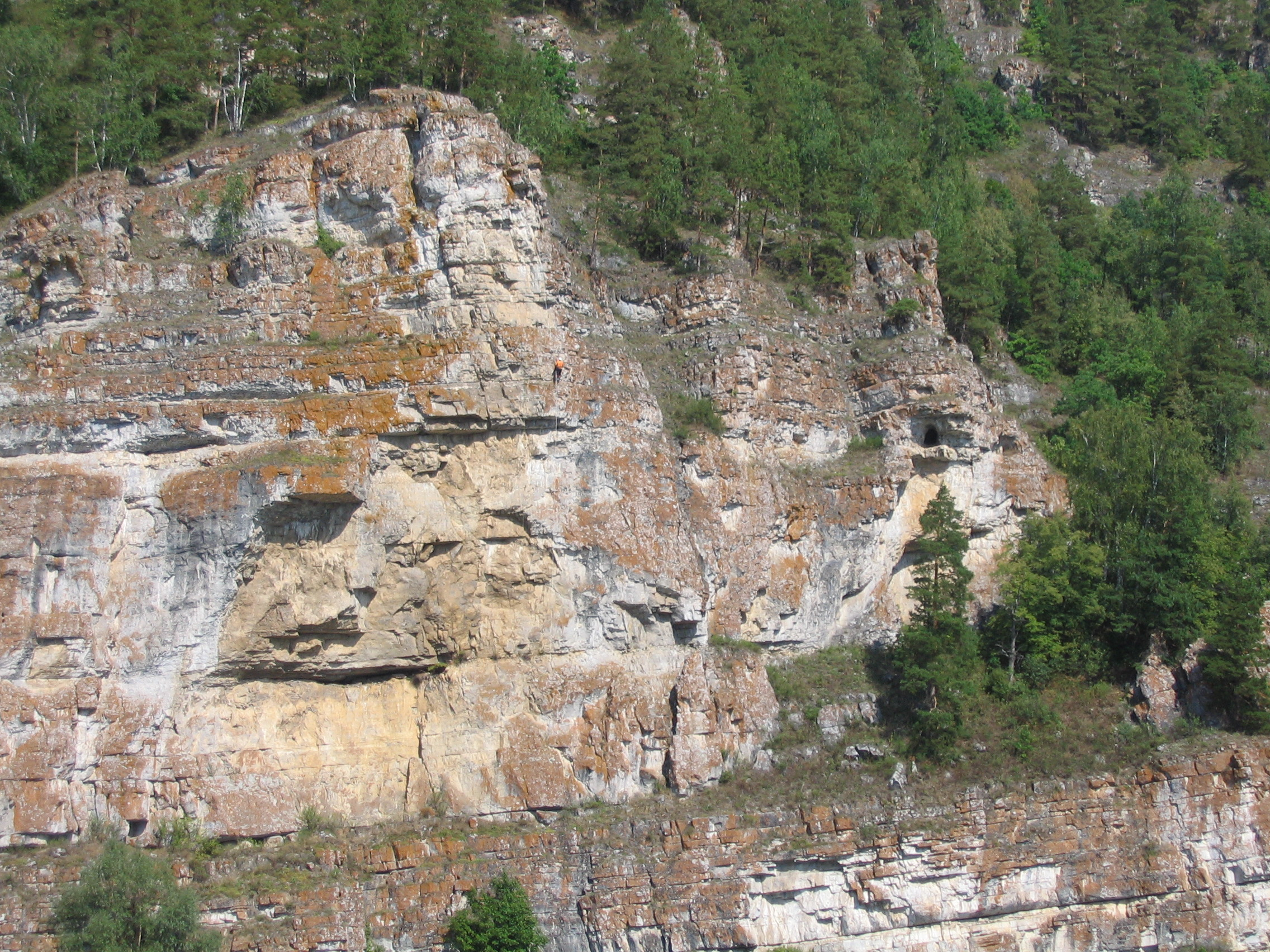
Wspinacz na jednym ze zboczy.

## Klimat
Park znajduje się w strefie klimatu wilgotnego kontynentalnego (Dfb według klasyfikacji Köppena). Charakteryzuje się dużymi różnicami temperatur w skali roku – ciepłymi latami i mroźnymi zimami. Opady są równomiernie rozłożone przez cały rok.
Ekoregion Baszkirii to Uralska Tajga. Południowa część stanowi połączenie dwóch stepowych ekoregionów.

## Flora
Ze względu na położenie parku na granicy borealnych lasów iglastych, liściastych oraz stepów, cechuje się on wysoką różnorodnością biologiczną. Około 90% jego powierzchni stanowią lasy mieszane. 
Na terenie parku odnotowano ok. 800 gatunków roślin rosnących na zerodowanych skałach, w tym 117 uznanych jako rzadkie lub zagrożone. W Parku Narodowym „Baszkiria” istnieją nieliczne niezalesione obszary nazywane Niedźwiedzimi Łąkami, na których rośnie m.in. czosnek Allium obliquum.

## Fauna
Park stanowi schronienie dla ponad 60 gatunków ssaków (m.in. niedźwiedzi, jeleni, wilków, rysi i bobrów), 11 gatunków płazów, 30 gatunków ryb oraz 150 gatunków ptaków, w tym zagrożonego wyginięciem (VU) orła cesarskiego i bielika zwyczajnego (ptak o rozpiętości skrzydeł do 2,4 m). Wśród ryb zagrożony jest łosoś syberyjski.

## Historia
Na pierwsze ślady człowieka natrafiono w znajdującej się poza granicami Parku Narodowego „Baszkiria”, w Rezerwacie przyrody „Szulgan-Tasz”, Jaskini Kapowej (Szulgan-Tasz). Znajdują się tam rysunki naskalne z czasu paleolitu przedstawiające zarówno zwierzęta, jak i abstrakcyjne kształty. Według analizy radiowęglowej ich wiek datowany jest na 13 000 – 14 000 lat p.n.e.
Obszar został rozsławiony przez jego rdzennych mieszkańców Baszkirów, którzy zajmowali się dzikim pszczelarstwem, polegającym na pozyskiwaniu miodu wprost z dziupli drzew, oraz zanoszeniu plastrów do specjalnie przygotowanych w tym celu jaskiń. Obecnie Baszkirzy kultywują tradycje swoich przodków. Sąsiadujący rezerwat entomologiczny Ałtyn-Sołok („Złota Barć”) służy ochronie pamięci tego historycznego przemysłu sięgającego początku XVI wieku.
Mimo że w XX wieku Baszkortostan stał się jedną z bardziej uprzemysłowionych i zaludnionych republik w Rosji, to obszar należący zarówno do Parku Narodowego „Baszkiria”, jak i do okolicznych rezerwatów pozostał w stosunkowo nienaruszonym stanie, zachowując duże znaczenie dla rekreacji i ochrony środowiska.
Park jest często odwiedzany przez okolicznych mieszkańców w okresie letnim. Oddalony od miasta przemysłowego Mieleuz o 20 kilometrów, wraz ze Nuguszskim zbiornikiem retencyjnym oraz pobliskimi rezerwatami, stanowi główne miejsce rekreacyjno-wypoczynkowe dla mieszkańców regionu. Na obszarze parku, a także w Mieleuzie, znajdują się liczne obiekty służące do obsługi ruchu turystycznego. Na obszarze Baszkirii istnieje m.in. możliwość eksploracji lasów po wyznaczonych do tego szlakach, raftingu, jazdy konnej, wspinaczki skalnej oraz grotołaztwa.